# Liste der Straßen und Plätze in Niederwartha

Lage der Gemarkung Niederwartha in Dresden

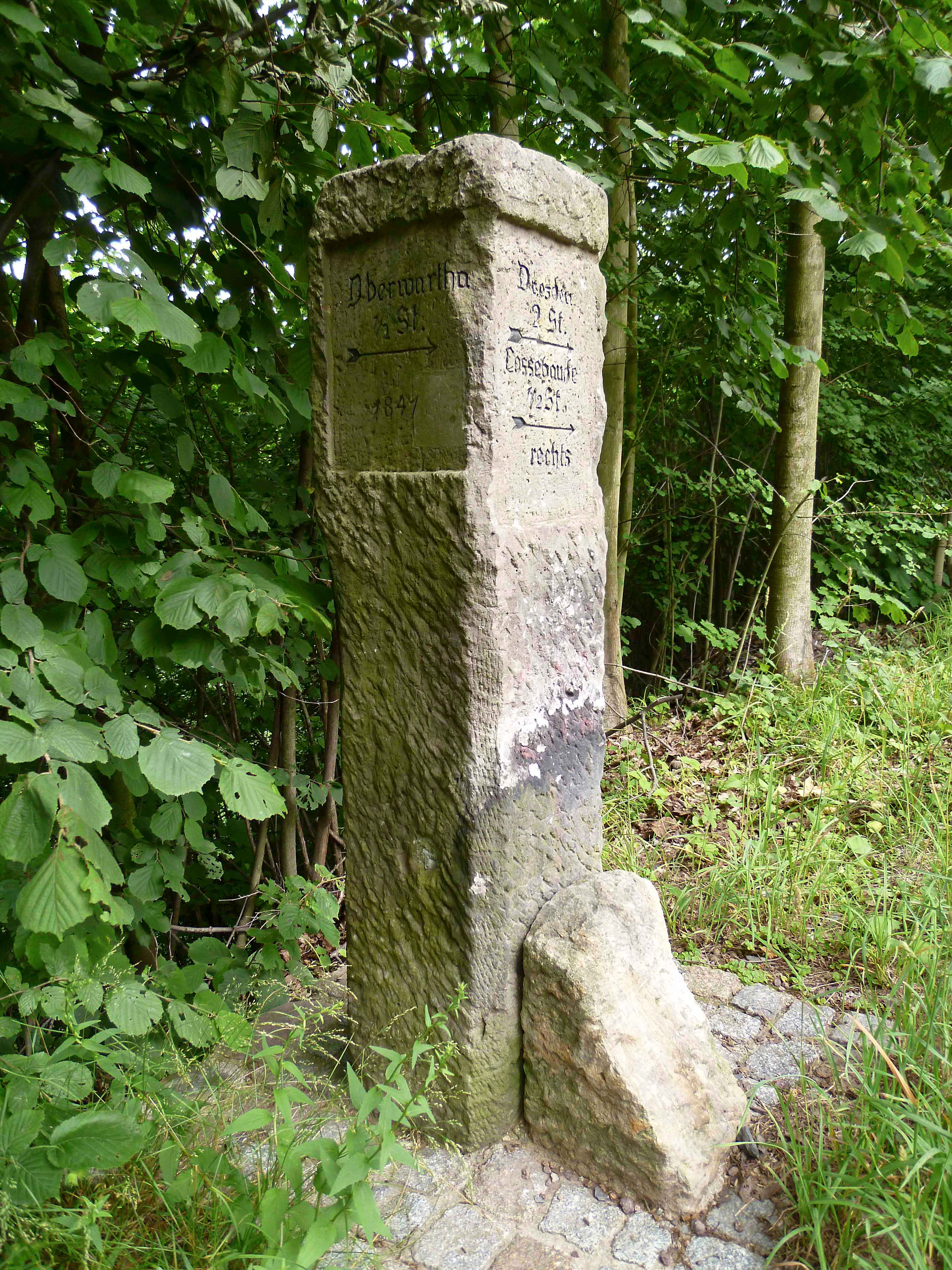
Historische Distanzsäule an der Tännichtgrundstraße

Die Liste der Straßen und Plätze in Niederwartha beschreibt das Straßensystem im Dresdner Ortsteil Niederwartha mit den entsprechenden historischen Bezügen. Aufgeführt sind Straßen, die im Gebiet der Gemarkung Niederwartha liegen. Kulturdenkmale in der Gemarkung Niederwartha sind in der Liste der Kulturdenkmale in Niederwartha aufgeführt.
Niederwartha gehört zum statistischen Stadtteil Cossebaude/Mobschatz/Oberwartha der sächsischen Landeshauptstadt Dresden. Wichtigste Straße in der Niederwarthaer Flur ist die Bundesstraße 6 (Meißner Straße) auf ihrem Abschnitt zwischen dem Dresdner Stadtzentrum und Meißen. Von Niederwartha über die Elbe in den Radebeuler Stadtteil Kötzschenbroda führt außerdem die Niederwarthaer Brücke, die einzige Straßenbrücke über die Elbe zwischen der Dresdner Autobahnbrücke und der Altstadtbrücke Meißen. Insgesamt gibt es in Niederwartha elf benannte Straßen, die in der folgenden Liste aufgeführt sind.

## Legende
Die nachfolgende Tabelle gibt eine Übersicht über die vorhandenen Straßen und Plätze im Ortsteil sowie einige dazugehörige Informationen. Im Einzelnen sind dies:
- Name/Lage: Aktuelle Bezeichnung der Straße oder des Platzes sowie unter ‚Lage‘ ein Koordinatenlink, über den die Straße oder der Platz auf verschiedenen Kartendiensten angezeigt werden kann. Die Geoposition gibt dabei ungefähr die Mitte der Straße an.
- Länge/Maße in Metern: Die in der Übersicht enthaltenen Längenangaben sind nach mathematischen Regeln auf- oder abgerundete Übersichtswerte, die in Google Earth mit dem dortigen Maßstab ermittelt wurden. Sie dienen eher Vergleichszwecken und werden, sofern amtliche Werte bekannt sind, ausgetauscht und gesondert gekennzeichnet. Bei Plätzen sind die Maße in der Form a × b dargestellt. Der Zusatz ‚im Stadtteil‘ bzw. ‚im Ortsteil‘ gibt an, wie lang die Straße innerhalb des Stadt-/Ortsteils ist, sofern sie durch mehrere Stadt-/Ortsteile verläuft.
- Namensherkunft: Ursprung oder Bezug des Namens.
- Jahr der Benennung: Zeitpunkt, zu dem die Straße ihren heute gültigen Namen erhielt (sofern bekannt).
- Anmerkungen: Weitere Informationen bezüglich anliegender Institutionen, der Geschichte der Straße, historischer Bezeichnungen, Baudenkmalen usw.
- Bild: Foto der Straße.

## Straßenverzeichnis
| Name/Lage                    | Länge/Maße | Namensherkunft                                                 | Jahr der Benennung | Anmerkungen | Bild                  |
| ---------------------------- | ---------- | -------------------------------------------------------------- | ------------------ | --- | --------------------- |
| Am Burgberg Lage             |            | Flurname Burgberg                                              |                    | Der Burgberg war Standort eines zentralen Burgwards im slawischen Gau Nisan namens Woz oder Geozdec.                                                |                       |
| Am Fährhaus Lage             |            | Lage an einem Fährhaus                                         |                    | Am Fährhaus war bis 1954 der einzige linkselbische Stadtteil der Stadt Radebeul.                                                                    |                       |
| Amselgrund Lage              |            | Flurname Amselgrund                                            |                    | Der vom Amselgrundbach durchflossene Amselgrund ist eines der Linkselbischen Täler.                                                                 |                       |
| Friedrich-August-Straße Lage |            | Friedrich August III. (1865–1932), König von Sachsen 1904–1918 |                    | |                       |
| Grunaweg Lage                |            | Gruna, Ortsteil von Niederwartha                               |                    | Gruna wurde 1485 erstmals erwähnt und hatte 1875 nur 14 Einwohner.                                                                                  |                       |
| Hermann-Große-Straße Lage    |            | Hermann Große (1848–1928), Gemeindevorstand von Niederwartha   |                    | |                       |
| Meißner Straße Lage          |            | Meißen                                                         |                    | Die Meißner Straße ist Teil der Bundesstraße 6. |                       |
| Niederwarthaer Brücke Lage   |            | Niederwartha, Ortsteil von Dresden                             |                    | Die Niederwarthaer Brücke verbindet Niederwartha mit dem Radebeuler Stadtteil Kötzschenbroda und wurde parallel zu einer Eisenbahnbrücke errichtet. | Niederwarthaer Brücke |
| Oberwarthaer Straße Lage     |            | Oberwartha, Ortschaft von Dresden                              |                    | |                       |
| Tännichtgrundstraße Lage     |            | Flurname Tännichtgrund                                         |                    | Der Tännichtgrund (mit dem Tännichtgrundbach) ist eines der Linkselbischen Täler.                                                                   |                       |
| Weistropper Straße Lage      |            | Weistropp, benachbarter Ortsteil von Klipphausen               |                    | |                       |